# Ulrik Gottlieb Ehrenbill
Ulrik Gottlieb Ehrenbill, född 17 december 1733 i Karlskrona, död 8 januari 1795, var en svensk sjömilitär och ämbetsman.
Han var son till kommendörkapten Lars Ehrenbill och hans hustru Juliana Charlotta Henck. Både moderns och faderns släkt var full av sjöofficerare, och Ehrenbill kom i likhet med sina båda äldre bröder att hamna på den karriärbanan. År 1745 blev han kadett vid volontärregementet i Karlskrona och 1754 fick han anställning som arklimästare vid amiralitetet. 1756 avlade Ehrenbill officersexamen och blev 1759 löjtnant. Under tiden 1756-1761 var Ehrenbill i fransk örlogstjänst och deltog i två sjödrabbningar. 1761 utnämndes han till kapten vid arméns flotta 1761–1762 deltog Ehrenbill i pommerska kriget. 1766 blev han varvskapten vid Stockholmseskadern och 1779 tygmästare åt flottan. 1774 utnämndes han till överstelöjtnant i armén och 1777 till överste och sekundchef för galäreskadern.
Ehrenbills tjänstgöring vid galärvarvet i Stockholm har apostroferats av Bellman i sången "I Galer-skjulet" 1788 där en vers lyder: "med yxan timra din galer, Och se på Ehrenbill och Fries!"
År 1788 utsågs Ehrenbill till landshövding i Uppsala län, varifrån han 1792 förflyttades för att bereda plats åt Elis Schröderheim, som tidigare varit tillförordnad landshövding i Uppsala en ordinarie plats. I stället utsågs han till president i Statskontoret, men började bli alltmer sjuklig, och från 1794 var hans arbetskraft bruten, och han avled kort efter nyåret året därpå.